# Tony Tollet
Pour les articles homonymes, voir Tollet.
Tony Tollet, né le 5 novembre 1857 dans le 2e arrondissement de Lyon où il est mort le 25 janvier 1953, est un peintre français.

## Biographie
Jean-Jules-Antoine dit Tony Tollet voit le jour au no 19 de la rue Bourgelat dans le quartier d'Ainay à Lyon. Sa jeunesse est marquée par une maladie qui l'immobilise. C'est à cette époque qu'il apprend le dessin. En 1864, il offre à son père une Tête de Romulus au crayon noir.
En 1873, il entre à l'École des beaux-arts de Lyon où il a pour maîtres Jean-Baptiste Danguin en classe de modèles vivants, et Michel Dumas en classe de peinture.
En 1879, il obtient le prix de Paris qui lui permet de passer trois ans à l'École des beaux-arts de Paris dans les ateliers de peintres, comme Alexandre Cabanel, Luc-Olivier Merson et Albert Maignan. Il devient un ami intime de la famille Flandrin.
Le deuxième grand prix de Rome lui est décerné en 1885 pour Thémistocle au foyer d'Admète, acquis par la préfecture du Rhône.
Revenu à Lyon en 1889 pour soutenir sa mère malade, il s'y installe définitivement, au no 19 rue Bourgelat et en 1890, il épouse Jeanne Pailleux,. De cette union naissent six enfants,. Il exécute les portraits de personnalités lyonnaises. Tony Tollet enseigne le dessin au cours municipal de la Guillotière, puis au petit Collège où ses élèves sont Raoul Servant, Louis Bertola, Marcel Renard, Jean Puy, Victorine Bouvier, Madeleine Plantey, Marie-Louise Chabert-Des-Nots (sa fille aînée). Son grand atelier de la rue Bourgelat devient un lieu de rencontre artistique et deux fois par semaine se transforme en cours.
En février 1909, son atelier est détruit par un incendie, qui fait disparaître ses œuvres de jeunesse. Édouard Herriot, alors maire de Lyon, vint lui-même constater l'ampleur du sinistre.
Tony Tollet peint jusqu'en 1942. Il est directeur honoraire des cours municipaux de dessin de Lyon, président honoraire de la Société lyonnaise des beaux-arts, ancien président de l'Académie des sciences, belles-lettres et arts de Lyon, président de la Société de secours aux artistes lyonnais et président fondateur de l'Union des Sociétés artistique de Lyon, lorsqu'il meurt chez lui le 25 janvier 1953,.

## Collections publiques
En Argentine
- Buenos Aires, musée national des beaux-arts d'Argentine

En France
- Carpentras, cathédrale Saint-Siffrein : Mater Dolorosa, Mater Admirabilis, décorations murales.
- Lyon :
  - cathédrale Saint-Jean : Baptême du Christ, triptyque[6].
  - chapelle du Sacré-Cœur.
  - chapelle du Grand séminaire.
  - faculté de droit : La Mort d'Artur ou La Mort d'Artus, 1896, huile sur toile, médaille au Salon lyonnais des beaux-arts la même année[6].
  - musée des beaux-arts.
  - préfecture du Rhône.
  - tribunal de commerce.
- Mâcon, musée des Ursulines.
- Miribel, Mas Rillier, église de l'Immaculée Conception : Vierge et enfant Jésus[9].
- Moulins, musée Anne-de-Beaujeu.
- Paris, anciennement au musée du Luxembourg.
- Saint-Étienne, musée d'art moderne.

En Italie
- Rome, musée du Vatican : Le Denier de la veuve[6].

## Collections privées référencées

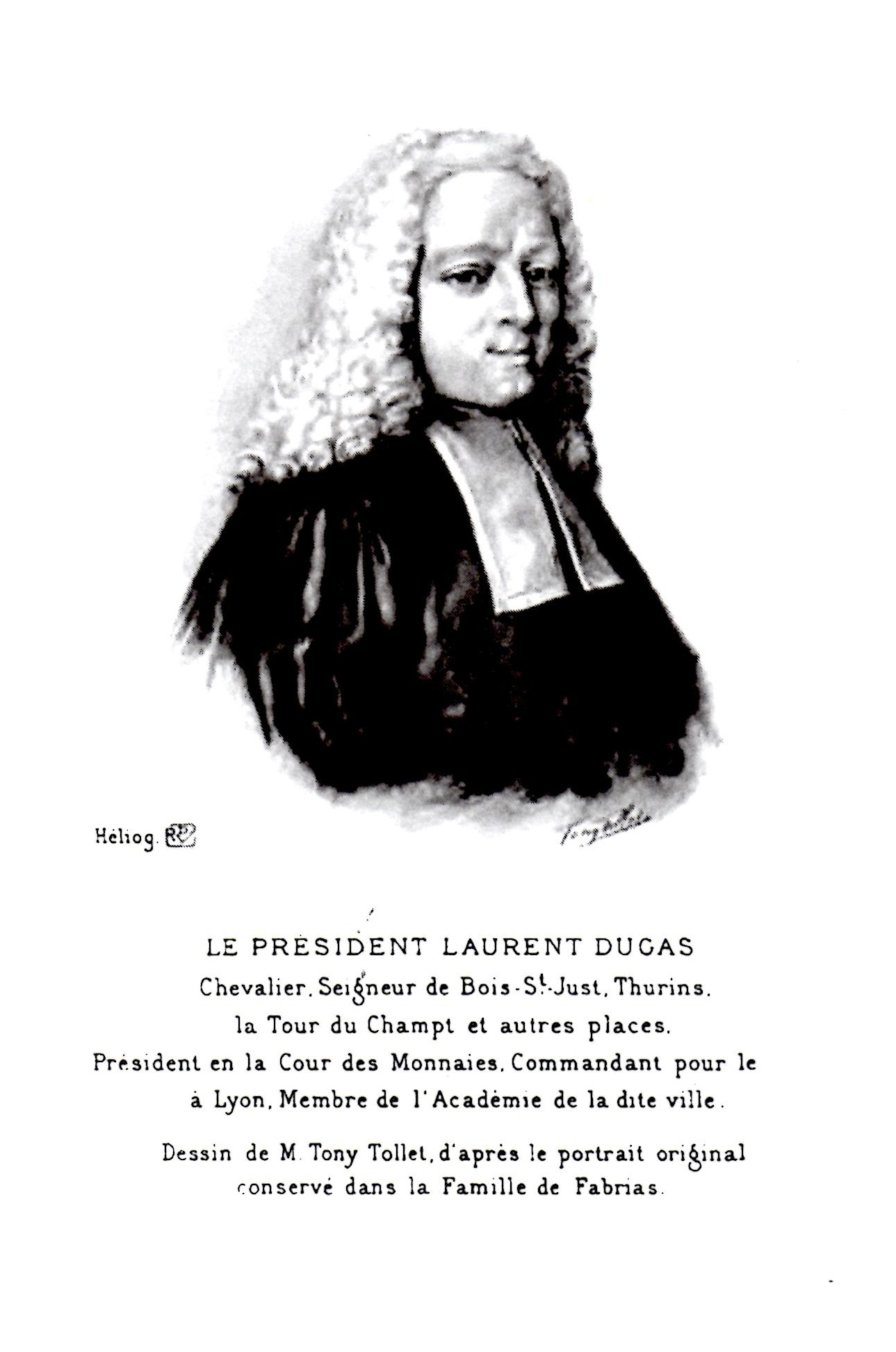
Laurent Dugas, dessin de Tony Tollet.

- Le Président Laurent Dugas de Bois Saint-Just, dessin de Tony Tollet d'après le portrait original conservé dans la famille de Fabrias

## Expositions
- 1872 : Exposition universelle de Lyon[10].
- avant 1880 : exposition à Tunis[10].

## Récompenses
- 1878 : médaille d'honneur de l'École des beaux-arts de Lyon.
- 1879 : prix de Paris de l'École des beaux-arts de Lyon.
- 1872 : médaille d'or à l'Exposition de Lyon[10].
- 1882 : prix Dupasquier par l'Académie de Lyon pour De la coupe aux lèvres[10].
- avant 1880 : grande médaille à Tunis.
- 1879 : prix de Paris[Information douteuse]
- 1885 : 2ème second prix de Rome pour Thémistocle au foyer d’Admète[11]
- 1896 : médaille d'honneur du Salon lyonnais des beaux-arts pour La Mort d'Arthur
- 1909 : 3e médaille au Salon des artistes français.
- 1936 : médaille d'or du Salon lyonnais des beaux-arts.

## Distinctions
- 1882 : ordre du Nichan Iftikhar.
- 1903 : officier de l'Instruction publique.
- 1914 : commandeur du Nichan Iftikhar.
- 1925 : chevalier de la Légion d'honneur.
- 1930 : chevalier de l'ordre de Saint-Grégoire-le-Grand.

## Élèves
- Émile Beaussier (1874-1943), peintre.
- Pierre de Belair (1892-1956), peintre.
- Louis Bertola (1891-1961), sculpteur.
- Marie-Louise Chabert des Nots-Tollet (1892-1979), sa fille, peintre[Note 2],[Note 3].
- Jean Drevon (1889-1979), peintre.
- Victor Guerrier (1893-1968).
- Max Lerrant (1875-1955), grand prix de Rome de sculpture.
- Léonie Humbert-Vignot (1878-1960), peintre.
- Madeleine Plantey (1890-1985), peintre.
- Jean Puy (1876-1960), de 1895 à 1897, peintre.
- Marcel Renard (1893-1974), sculpteur médailleur, grand prix de Rome de sculpture.
- Raoul Servant (1894-1915), peintre.
- Antoinette Blanchard (1882-1950), peintre.

## Hommages

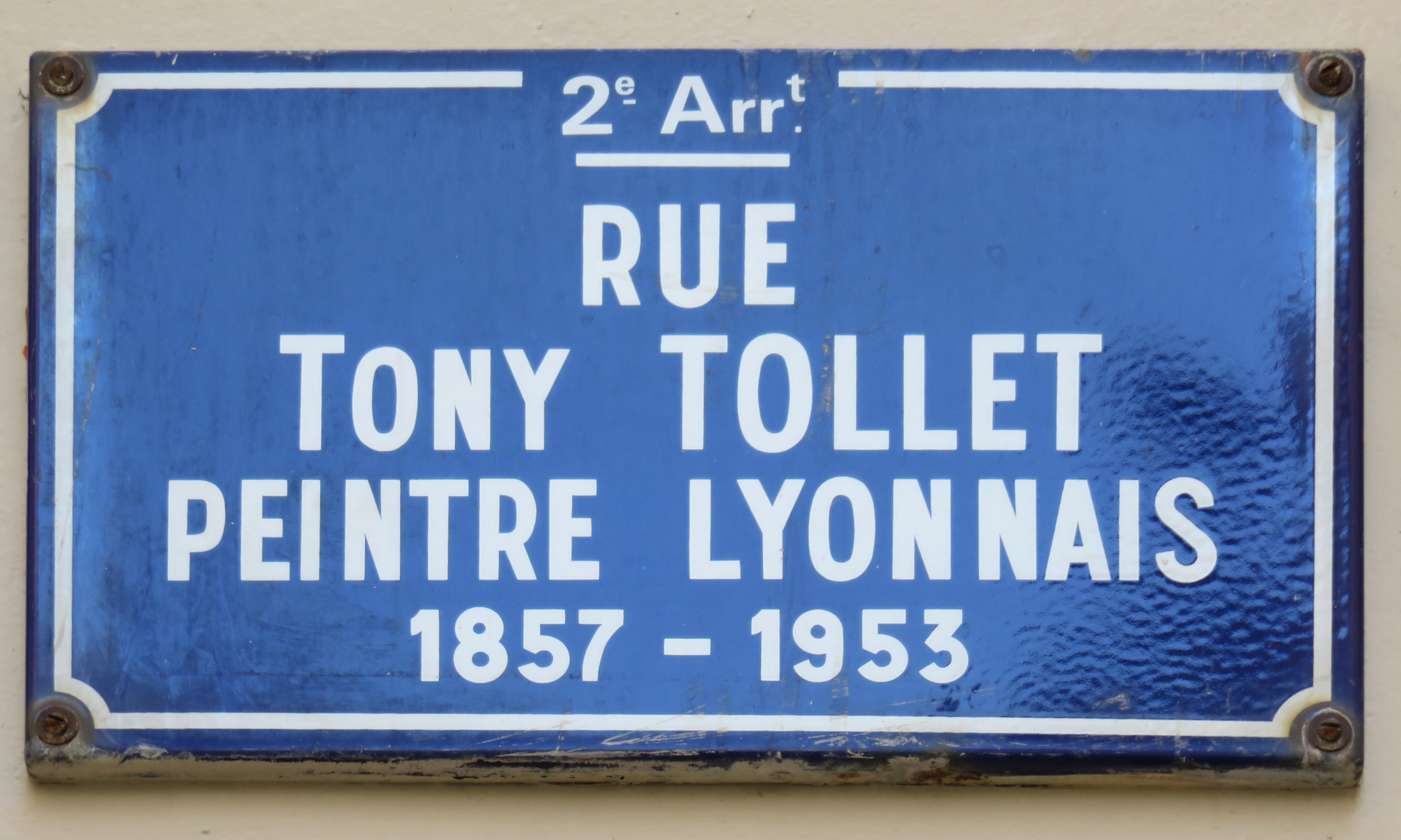
Plaque de la rue Tony-Tollet.

- La rue Tony-Tollet à Lyon porte son nom.

- Une Association Tony Tollet est créée le 13 juin 2008 pour mettre en lumière l'œuvre de l'artiste.

- Une fresque de CitéCréation lui rend hommage rue Pareille à Lyon, à proximité de la Fresque des Lyonnais[6].